# Арчі Сесіл Вайз
Полковник Арчі Сесіл Томас Вайт (5 жовтня 1890 – 20 травня 1971) був англійським кавалером Хреста Вікторії, найвищої та найпрестижнішої нагороди за доблесть перед обличчям ворога, якою можуть бути нагороджені сили Великої Британії та Співдружності націй.

## Раннє життя та освіта
Вайт народився 5 жовтня 1890 року в Боріджбрідж, Західний Йоркшир, Англія. Його батько, Томас Вайт (також Райт; 1838-1911), був тричі одружений і працював драпіровщиком, бакалійником і екіпірувальником. Його мати, Дженні Фінлейсон (бл. 1852-1924), була шотландкою. Арчі здобув освіту в Муніципальній середній денній школі, Гаррогейт. Отримавши стипендію, він вивчав англійську літературу в Королівському коледжі Лондона і в 1913 році отримав ступінь бакалавра мистецтв (BA). Під час навчання в університеті він був курсантом Офіцерського навчального корпусу.

## Військова служба

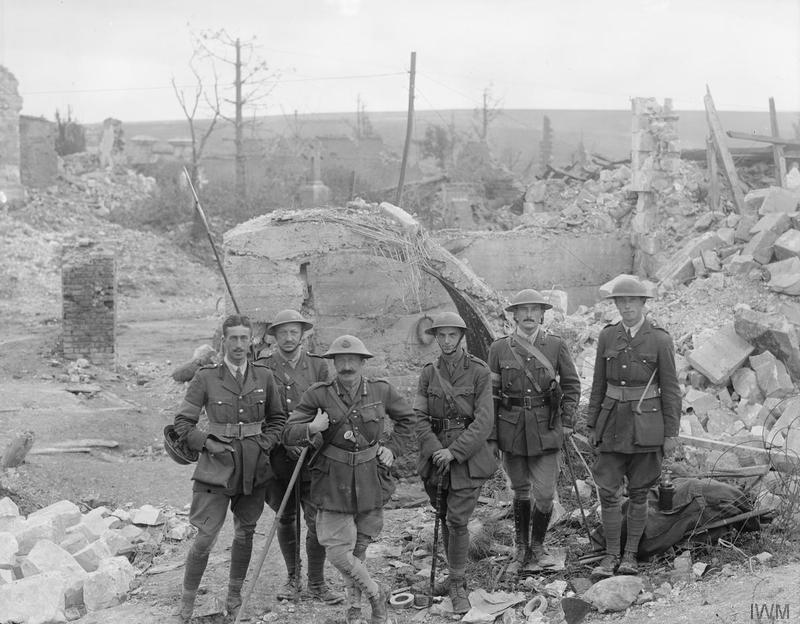
Вайт (ліворуч) з іншими членами штабу 137-ї бригади під час Стоденного наступу 1918 року

12 вересня 1914 року Вайт був призначений тимчасовим молодший лейтенантом у Британській армії. Бувши призначеним до 6-го (службового) батальйону Йоркширського полку Олександри, принцеси Уельської, 10 грудня 1914 року він був підвищений до тимчасового лейтенанта.
Вайту було 25 років, і він був тимчасовим капітаном у тому, що пізніше стало відомим як Грін Ховардс, коли відбувся наступний подвиг, за який він був нагороджений VC під час Першої світової війни:
Протягом періоду з 21 вересня по 1 жовтня 1916 року в Редуті Стафф, Франція, капітан Вайт командував військами, які утримували південну та західну сторони редуту. Протягом чотирьох днів і ночей вмілим розташуванням він утримував позицію під сильним вогнем усіх видів і проти кількох контратак. Незважаючи на брак припасів і боєприпасів, його рішучість ніколи не похитнулася, і коли ворог атакував у значно переважаючих силах і майже витіснив наші війська з редуту, він особисто очолив контратаку, яка остаточно вибила ворога з південної та західної сторін.
30 червня 1917 року він був переведений до Генерального штабу як офіцер Генерального штабу (3-й клас). 28 березня 1918 року він був призначений бригадний майором 137-ї бригади, якою командував Дж. В. Кемпбелл VC. 25 квітня 1919 року він повернувся до Генерального штабу як офіцер Генерального штабу 3-го класу.
25 листопада 1920 року Вайт був переведений до Армійського навчального корпусу з постійною комісією та званням майора. 8 січня 1925 року він був призначений комендантом Школа королеви Вікторії, школи-інтернату в Данблейні. Він досяг звання полковник. Він написав історію корпусу, опубліковану в 1963 році.

## Вшанування пам'яті
Його Хрест Вікторії виставлений у музеї Грін Ховардс у Річмонді, Північний Йоркшир, Англія.
Книга про його життя та життя його шкільного друга та колеги VC Дональд Сімпсон Белла під назвою «Окрема порода» Річарда Ліка була опублікована видавництвом Great North Publishing у 2008 році. «Історія Вайта та Белла заслуговує на те, щоб її дізналася ширша аудиторія. Те, що двоє шкільних друзів отримали VC на одному полі бою, ймовірно, є унікальним у британській військовій історії», — сказав Річард Лік.

## Зовнішні посилання
- [https://web.archive.org/web/20041028141342/http://www.homeusers.prestel.co.uk/stewart/wokingcr.htm Місцезнаходження могили та медалі VC (Крематорій Вокінга)